# Боевик (Ивановская область)
Боевик — деревня в Ивановском районе Ивановской области. Входит в Богданихское сельское поселение.

## География
Находится в центральной части Ивановской области на расстоянии 18 км от областного и районного центра города Иваново. Имеет на севере общую границу с деревней Калачево.

## Население
| 2010 |
| ---- |
| 104  |

На 1 января 2014 года было 33 двора с общим населением 94 человека, из них 6 детей до 7 лет, 24 от 7 до 18 лет, 7 человек в возрасте от 18 до
30 лет, 33 от 30 до 50 лет, 5 от 50 до 60 лет, 19 - свыше 60 лет.

## Инфраструктура
Жилая зона деревни состоит из жилых кварталов индивидуальной застройки. Есть пруд. Централизованного водоснабжения нет. Деревня газифицирована.
Школьников возят в Богданихскую школу.